# Robert Ndip Tambe
Robert Ndip Tambe (Buea, 1994. február 22. –) kameruni válogatott labdarúgó, aki jelenleg a Sheriff Tiraspol játékosa.

## Pályafutása

### Klubcsapatban
Profi játékos a Cinyodev FC csapatánál lett, majd Európa felé vette az irányt és a lengyel LZS Piotrówka csapatánál folytatta. Fél év után a szlovák Spartak Trnava játékosa lett egy szezont, majd a török Adana Demirspor alkalmazottja lett.
2018. július 4-én a román CFR Cluj csapatához igazolt. A CFR Cluj csapatában 10 mérkőzésen lépett pályára, amelyen összesen 2 gólt szerzett, majd 2019. január 24-én 1 éves kölcsönbe távozott a Sheriff Tiraspol csapatához.

### A válogatottban
2016. szeptember 3-án debütált a kameruni labdarúgó-válogatottban a gambiai labdarúgó-válogatott ellen. Tagja volt a győztes válogatottnak, amely a 2017-es afrikai nemzetek kupáján vett részt. A 2017-es konföderációs kupán is tagja volt az utazó keretnek.

## Sikerei, díjai
- Kamerun
  - Afrikai nemzetek kupája: 2017